# Carl Nicol
Carl Nicol (* 28. April 1808 in Hersfeld; † 7. März 1880 in Hannover) war ein deutscher Jurist und Politiker.

## Leben
Nicol studierte von 1827 bis 1830 Rechtswissenschaft an der Georg-August-Universität Göttingen und wurde 1830 dort promoviert. Er war anschließend bis 1834 als Auditor in Lüne und von 1840 bis 1880 als Advokat in Hannover tätig. Er war von 1852 bis 1878 Obergerichtsanwalt am Obergericht in Hannover. Er praktizierte in einer gemeinsamen Kanzlei mit seinem Bruder Günther. Seit 1867 war er zusätzlich Notar. Seit 1856 war er Vorsitzender der Anwaltskammer.
Vom 18. Mai 1848 bis 30. Mai 1849 war er für den Wahlkreis Hannover in Hameln Mitglied der Frankfurter Nationalversammlung in der Fraktion Westendhall. 1849 war er Mitglied im Zentralmärzverein.
Nicol war 1859 Mitgründer des Deutschen Nationalvereins und seit 1867 Vorsitzender der Nationalliberalen Partei in Hannover.